# Лампсак
Лампсак или Лапсеки (на турски: Lapseki; на гръцки: Λάμψακος, Лампсакос) е пристанищен град на малоазийския бряг във вилает Чанаккале, Република Турция. Днешното име на града е турско производно на старогръцкото Лампсакос.
Градът има население от 12 537 жители (според данни от декември 2017 г.), но като локален туристически център прераства през летния ваканционен сезон на 20 000 жители. В Турция околностите на града са популярни с вкусните череши, отглеждани в местните големи черешови градини.

## История
Градът е основан от гръцки колонисти от малоазийския град Фокея през 6 век пр.н.е. Скоро след това, Лампсак става основен съперник на близкия град Милет, контролиращ търговските връзки през Дарданелите. Майстори от Лампсак изработват фиалата от прочутото златно Панагюрско съкровище.
През 1235 г. на голям църковен събор в Лампсак с участието на представители на всички източни православни църкви е възстановена Българската патриаршия, а архиепископ Йоаким тържествено е провъзгласен за патриарх.
В началото на 19 век в района на града се заселва българска колония, която живее там до 1914 г., когато се изселва окончателно в България.

## Нов Лампсак
Гръцкото население на града се изселва в Гърция след Гръцко-турската война. Бежанци от Лампсак основават градчето Неа Лампсакос (в превод Нов Лампсак) на остров Евбея.